# Chromi(II,III) sulfide
Chromi(II,III) sulfide là một hợp chất vô cơ của lưu huỳnh và Chromi với công thức hóa học Cr3S4, tinh thể màu xám nâu.

## Xuất hiện trong tự nhiên
Trong tự nhiên có khoáng vật brezinait – Cr3S4 có lẫn tạp chất Fe, V, Ti, Mn, Ni.

## Điều chế
Sự kết hợp giữa hai đơn chất tinh khiết theo phương pháp phân tích sẽ tạo ra muối:
{\displaystyle {\mathsf {3Cr+4S\ \xrightarrow {940^{o}C} \ Cr_{3}S_{4}}}}

## Tính chất vật lý
Chromi(II,III) sulfide tạo thành các tinh thể của hệ tinh thể đơn nghiêng, các hằng số a = 0,596 nm, b = 0,3427 nm, c = 1,1253 nm, β = 91,63°, Z = 2.
Dạng cấu trúc rutil thuộc nhóm không gian C12/m1, các hằng số a = 1,25909 nm, b = 0,34241 nm, c = 0,59558 nm, α = 90°, β = 116,697°, γ = 90°.